# Moto Guzzi V100 Mandello
La Moto Guzzi V100 Mandello è una motocicletta prodotta dalla casa motociclistica italiana Moto Guzzi a partire dal 2022.

## Contesto
Costruita a Mandello del Lario dal 2022, la moto è stata annunciata a settembre 2021 e presentata il 23 novembre 2021 al 78ª edizione di EICMA a Milano.
La denominazione "V100" sta a significare da un lato la cilindrata di 1000 cm³, dall'altro il 100º anniversario della casa costruttrice celebrato nel 2021. Mandello fa riferimento alla sede dell'azienda e all'unico stabilimento produttivo di Mandello del Lario.

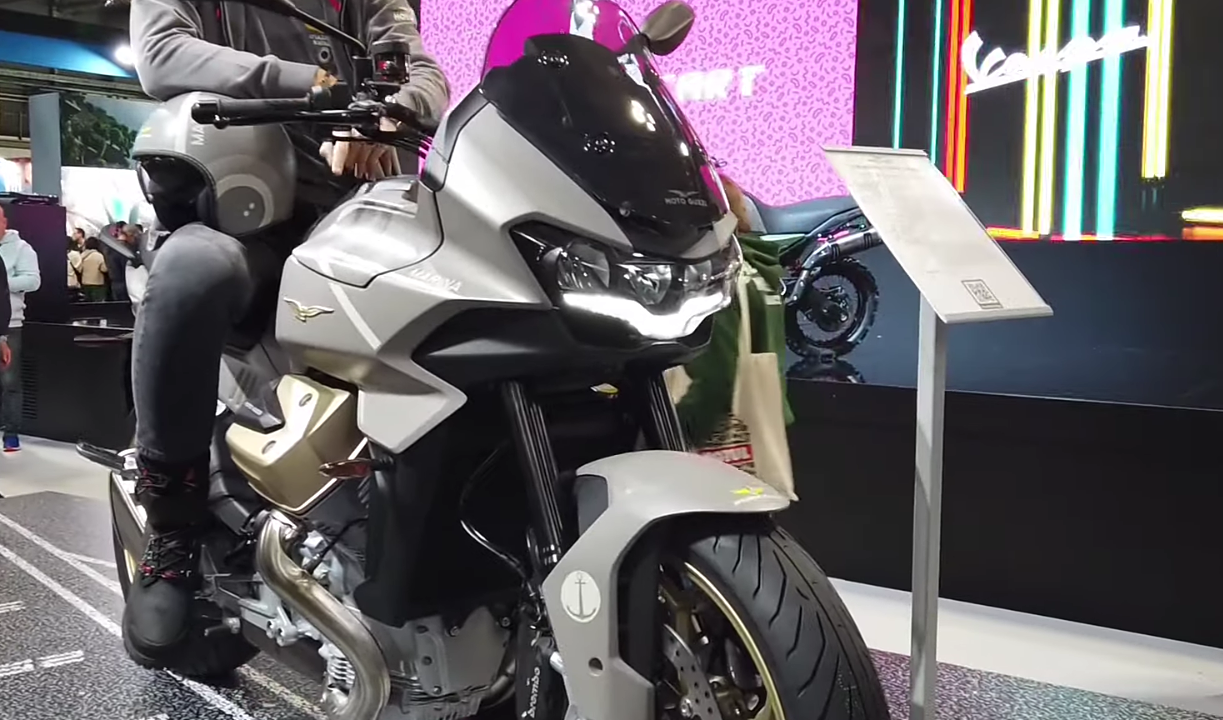
Versione girgia chiara.

La V100 Mandello è la prima Moto Guzzi con motore raffreddato a liquido ed è la prima moto di serie a introdurre un sistema con aerodinamica adattiva, costituito da un apparato dotato di appendici aerodinamiche con regolazione elettronica in funzione della velocità poste sulla carenatura laterale (i cosiddetti "flaps") che aprendosi o chiudendosi migliorano l'aerodinamica della moto; inoltre questo sistema gestisce anche il parabrezza, che si alza e abbassa in funzione della velocità.
La dotazione di serie prevede fanali con l'illuminazione full LED compresivo di luci diurne e di svolta, una strumentazione con display a colori TFT da cinque pollici e la piattaforma multimediale Moto Guzzi MIA con interfaccia per il collegamento dello smartphone.

## Motore e trasmissione
Il motore, un bicilindrico a V montato in posizione longitudinale con bancate di 90° a quattro tempi e raffreddato a liquido dalla cilindrata di 1042 cm³, è nuovo, con una potenza di 85 kW (116 CV) ad un regime di 8800 giri/min e una coppia massima di 105 Nm a 6750 giri/min. È dotato di quattro valvole per cilindro, controllate da un doppio albero a camme in testa azionati a catena. L'alimentazione del propulsore avviene attraverso un sistema a iniezione elettronica indiretta del carburante, con la presa d'aria che è controllata da un corpo farfallato centrale azionato anch'esso elettronicamente (cosiddetto "ride by wire"), consentendo diverse impostazioni di risposta. La potenza viene trasmessa alla ruota posteriore tramite cambio manuale a sei marce e trasmissione a cardano.

## Telaio e meccanica
La V100 Mandello ha un telaio a traliccio in acciaio e utilizza il motore come elemento portante. La sospensione anteriore prevede una forcella telescopica upside-down a controllo elettronico della Öhlins, con quattro modalità di guida che agiscono sulla rigidità e capacità di smorzamento della stessa. Al posteriore, il forcellone monobraccio in alluminio – posizionato per la prima volta su una Moto Guzzi sul lato sinistro – è coadiuva da un monoammortizzatore laterale. Il sistema frenante si compone di doppi dischi Brembo semiflottanti ad azionamento idraulico con pinze fisse a quattro pistoncini imbullonati radialmente; nella parte posteriore, c'è invece una pinza flottante a doppio pistoncino con disco singolo, anch'esso azionato idraulicamente. Di serie è disponibile l'ABS con sensore a sei assi, una novità per la Moto Guzzi.